# جون ماتوس
جون ماتوس (بالإنجليزية: John Matos)‏ هو رسام أمريكي، ولد في 11 أكتوبر 1961 في ذا برونكس في الولايات المتحدة.